# Marcin Ciurapiński
Marcin Rafał Ciurapiński (ur. 16 czerwca 1970 w Olsztynie) – polski muzyk, kompozytor, autor tekstów. Basista i współzałożyciel zespołu Big Day, w którym gra od 1992 roku.
Autor i współautor ponad setki utworów. Obecnie także realizator dźwięku i producent muzyczny. Jego żona Anna Zalewska-Ciurapińska, również jako partnerka w zespole Big Day.